# Biblioteca híbrida
Biblioteca híbrida é um termo que reflete o estado transacional da biblioteca, que hoje não é completamente impressa nem completamente digital, pois integra o acesso à tecnologia com diferentes mídias.

## Visão geral
A integração das TICs às bibliotecas possibilitou o acesso à coleções digitalizadas e aos documentos eletrônicos disponíveis para consulta a qualquer hora, de qualquer lugar. Serviços que caracterizam uma mudança conceitual das bibliotecas tradicionais, que também podem ser consideradas, conforme Cunha (1994): bibliotecas eletrônicas e/ou digitais e/ou virtuais e/ou híbridas. Para Cunha (1994) esses termos da biblioteca do futuro requalificam as bibliotecas convencionais inovadas pelos recursos da telemática. Para o autor a nova biblioteca surgida da aplicação das tecnologias emergentes não possui limites físicos nem temporais, tendo suas informações acessíveis à distância, sem necessidade de se estar presencialmente nela. É eletrônica, pois seu acervo, catálogo e serviços são desenvolvidos com suporte eletrônico. É virtual porque, metaforicamente, é capaz de materializar-se via ferramentas – Gopher, WWW etc. Enfim, pode representar virtualmente uma estrutura de biblioteca por meio de um programa de computador.

O termo "biblioteca híbrida " foi criado em 1998 por Chris Rusbridge em um artigo para o D-Lib Magazine.

 A Biblioteca híbrida evoluiu na década de 1990, quando os recursos eletrônicos se tornaram mais populares e disponíveis para as bibliotecas adquirirem para o uso público.[carece de fontes?]
Inicialmente, esses recursos eletrônicos foram fornecidos como material distribuído em mídias como o CD-ROM ou pesquisas especializadas bancos de dados. A OCLC ajudou a incentivar as bibliotecas para a obtenção de recursos digitais, fornecendo uma tecnologia centralizada de recursos para bibliotecas participantes. Agora, com a grande disponibilidade de conteúdo digital, que incluem a Internet, os recursos e os documentos que estão on-line, tais como o eprints.
As Bibliotecas híbridas são o novo modelo para muitos bibliotecários e arquivistas .[carece de fontes?]
Digitalização mudou a maneira como os arquivistas têm lidado sobre a preservação de itens históricos. Os arquivistas estão agora utilizando a tecnologia digital para preservar itens, uma vez que eram apenas preservados por coisas como microfichas. Os arquivistas devem agora usar coisas como imagens digitais , que tornam possíveis para os pesquisadores verem histórico de itens on-line.
A origem da biblioteca híbrida tem de colocar uma nova ênfase sobre direitos autorais problemas para muitas bibliotecas. O complicado são mudanças de leis de direitos de autorais em ambos os Estados Unidos e a União Europeia que trouxe um desafio para muitas bibliotecas para certificar que os seus clientes estão usando os itens digitais legalmente.
As bibliotecas híbridas valorizam o comportamento informacional dos usuários, voltando seus serviços e produtos ao acesso e ao uso da informação. Além de investirem em ações culturais, educacionais e de acolhimento em suas comunidades.
Bibliotecas híbridas precisam de funcionários que são treinados para ajudar os usuários a navegar na grande quantidade de informações disponíveis na era digital. Os bibliotecários que trabalham nas bibliotecas híbridas têm formação em mídia eletrônica, bem como nas formas tradicionais de impressão.

## Problemas enfrentados pelas bibliotecas híbridas
Alguns dos problemas enfrentados pelas bibliotecas híbridas são a exclusão digital, a interoperabilidade, desenvolvimento de coleção, a apropriação dos recursos eletrônicos e a preservação do meio digital.
Qualquer avanço na tecnologia da informação é útil quando sabemos como usá-la.O termo exclusão digital é usado para descrever o desnivelamento entre aqueles quem possuem conhecimentos em tecnologias da informação, e aqueles que não.
Atualmente a maioria das bibliotecas são híbridas . Os próprios bibliotecários devem publicar em diferentes recursos e diferentes formatos. Alguns dos formatos mais comuns são e-journals, seriados, impressão de monografias, CDs e DVDs. Os principais softwares da biblioteca digital são interfaces de usuário, repositórios, identificadores de sistema e sistema de busca. O identificador de sistema e sistema de busca são os principais componentes que devem ser projetados com recursos de interoperabilidade para pesquisar em diferentes repositórios de propriedade de fornecedores diferentes. A interface de usuário deve ser projetado de uma forma genérica, que ajuda usuários da biblioteca desenvolver um conhecimento comum para fazer pesquisas avançadas em todos os repositórios.

## Desenvolvimento de coleção
Desenvolvimento de coleção é outro desafio para as bibliotecas híbridas. O processo de gestão de coleções em uma biblioteca híbrida é semelhante ao de uma biblioteca tradicional. As bibliotecas híbridas devem seguir as mesmas políticas de cobrança e desenvolvimento seguidos pelas bibliotecas tradicionais.

## A propriedade dos recursos eletrônicos
A propriedade dos recursos eletrônicos é um outro problema enfrentado pelas bibliotecas híbridas. A propriedade dos materiais eletrônicos é virtual e não física. Não existem políticas claras sobre a propriedade de materiais eletrônicos, uma vez que a assinatura é cancelada ou expira. As bibliotecas têm que prestar  atenção para os contratos legais a partir da base de dados de fornecedores. Se as bibliotecas planejam o arquivamento eletrônico de recursos, então há questões legais relacionadas a isso. As questões mais importantes são as jurídicas, propriedade intelectual e autenticidade da informação digital.[carece de fontes?]

## Preservação de mídia digital
Como qualquer nova tecnologia avançada relacionada com a informação digital de armazenamento, a principal questão a ser respondida é a sua durabilidade. Armazenamento digital de mídias, como discos ou fitas se deterioraram ao longo do tempo. As principais questões relacionadas com a preservação digital é o quê e quanto deve ser preservado. Para fazer a preservação da mídia digital, é necessária a padronização das mídias que estiverem em diferentes formatos. A seguir estão os três abordagens possíveis.

## Tecnologia de preservação, emulação e migração
Em tecnologia de preservação, tanto de hardware e de software relacionados com a informação digital, são preservadas.
Isso pode não ser rentável, pois as alterações de hardware e diferentes versões de software precisam ser mantida ou constantemente atualizadas.
Na emulação, alguns emuladores de softwares simulam os dados e a visualização dos hardwares e o softwares originais.
Na migração, a informação digital é convertida para um padrão de mídia com formato padrão.